# Еврейские гетто в Европе
В начале современной эпохи европейские евреи во многих европейских городах были ограничены гетто и помещены под строгие правила, а также ограничения. Характер гетто менялся на протяжении столетий. В некоторых случаях они включали еврейский квартал, район города, традиционно населённый евреями. Во многих случаях гетто были местами ужасной нищеты, а в периоды роста населения их узкие улочки были застроены маленькими переполненными домами. У жителей была своя собственная система правосудия. Вокруг гетто стояли стены, которые закрывались изнутри во время погромов, чтобы защитить общину, и снаружи во время Рождества, Песаха и Пасхальной недели, чтобы не дать евреям покинуть гетто в это время.

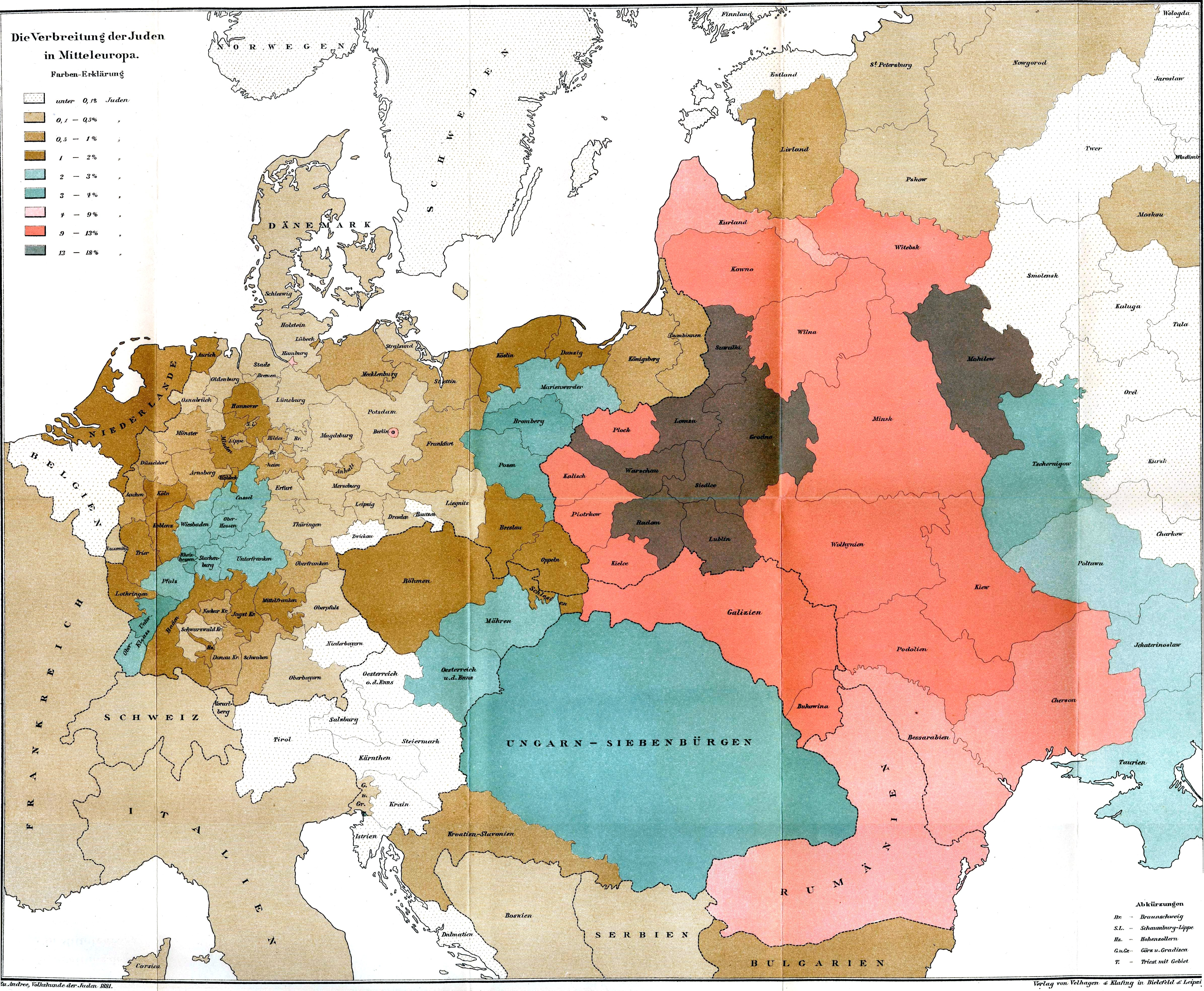
Распределение евреев в Центральной Европе (1881, немецкий). Процент от местного населения:
13–18%
9–13%
4–9%
3–4%
2–3%
1–2%
0.3–1%
0.1–0.3%
< 0.1%

В XIX веке, с началом еврейской эмансипации, еврейские гетто постепенно упразднялись, а их стены сносились. Однако в ходе Второй мировой войны Третий рейх создал совершенно новую систему еврейских гетто с целью преследования, террора и эксплуатации евреев, в основном в Восточной Европе. Согласно архивам Мемориального музея Холокоста в США, немцы создали более 800 гетто по всей восточной Европе, в которых были заперты по меньшей мере миллион евреев.

## Происхождение
Система еврейских гетто в Европе зародилась в Италии эпохи Возрождения в июле 1555 года с изданием папой Павлом IV буллы Cum nimis absurdum. Она ввела ряд ограничений на жизнь евреев, которые кардинально изменили их место в обществе. Среди этих ограничений было требование к евреям идентифицировать себя, нося жёлтый значок, ограничения на владение имуществом, ведение торговли и более жёсткие правила банковского дела. Однако наиболее заметным из этих ограничений было требование к евреям проживать общинами в изолированных кварталах, известных как гетто. Формирование системы гетто также внесло изменения в еврейскую экономическую деятельность. В результате правил Cum nimis absurdum и усложнения ранней современной экономики роль евреев как ростовщиков стала более сложной и менее прибыльной. Это, а также тот факт, что гетто часто располагались в городских коммерческих центрах, оттолкнули евреев от кредитования и к роли перекупщиков. В этой роли евреям было запрещено продавать что-либо, что считалось жизненно важным для жизни, например, еду или другие дорогостоящие товары, поэтому они были вынуждены заняться перепродажой подержанных товаров через ломбарды. Некоторые учёные, однако, утверждают, что этот сдвиг в папской политике непреднамеренно в конечном итоге улучшил некоторые аспекты еврейского опыта по сравнению со средневековым периодом. Еврейский историк Роберт Бонфил утверждал, что образование гетто выступило своего рода промежуточным звеном между принятием и изгнанием христианскими властями. После образования системы гетто произошло резкое снижение таких инцидентов, как погромы, принудительное изгнание и обвинение в ритуальных убийствах, которые были обычным явлением в средневековый период.

## Вторая мировая и Холокост

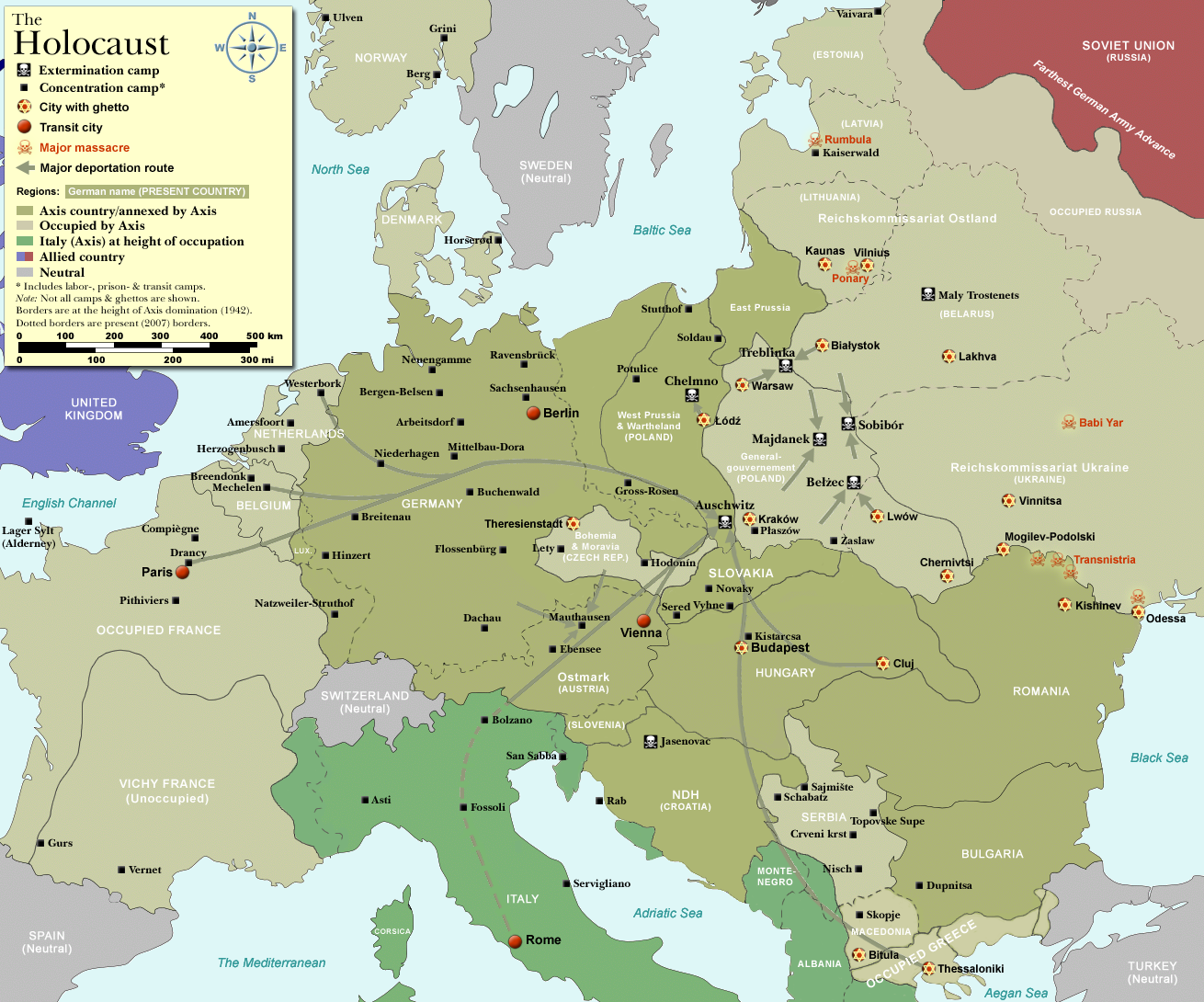
Карта Холокоста в Европе во время Второй мировой войны (1939–1945).
На этой карте показаны все немецкие нацистские лагеря смерти, большинство крупных концентрационных лагерей, трудовых и тюремных лагерей, гетто, основные маршруты депортации и основные места массовых убийств.

Во время Второй мировой войны Третий рейх сформировал новую систему еврейских гетто, чтобы ограничить евреев в плотно заселённых районах городов Восточной и Центральной Европы. Они служили перевалочными пунктами для начала отделения «способных рабочих» от тех, кто позже будет признан недостойным жизни. Во многих случаях гетто нацистской эпохи не соответствовали историческим еврейским кварталам. Например, Краковское гетто было официально создано в районе Подгуже, а не в традиционно еврейском районе Казимеж. В результате этнические польские семьи были вынуждены переселиться за его пределы.
В 1942 году нацисты начали операцию «Рейнхард», в рамках которой планировалось депортировать евреев и цыган генерал-губернаторства в лагеря смерти с последующим уничтожением. Власти депортировали евреев со всей Европы в гетто на Востоке или напрямую в лагеря смерти, созданные и управляемые на оккупированнх территориях Польше нацистами.

## Гетто по странам

### Балканы
Еврейский квартал в Скопье (ныне столица Северной Македонии) одно из старейших еврейских поселений в регионе. В османский период евреи имели право жить во всех районах города. Из раввинской литературы известно, что стены вокруг района были возведены самими евреями больше по моральным причинам и для предотвращения проникновения в район турецких поселенцев, чем для защиты. До XIX века это был один из беднейших кварталов Скопье. По мере роста благосостояния еврейских жителей стало появляться всё больше зданий европейской архитектуры, которые изменили облик квартала, в особенности той его части, которая прилегала к реке Вардар. Жизнь района прекратилась после того, как 11 марта 1942 года болгарские власти депортировали всех евреев Северной Македонии в транзитный лагерь, откуда в марте 1943 года их вывезли в Треблинку, где они все были убиты. Еврейское имущество было конфисковано.

### Венгрия
Долгое время евреям запрещали селиться в Пеште (с 1873 года часть Будапешта) и лишь в 1783 году император Иосиф II положил конец этому запрету. После этого в пештском районе Эржебетварош стали активно селиться евреи, в основном из крупнейшей еврейской общины той эпохи в Обуда (с 1873 года часть Будапешта), но многие приезжали из других районов империи Габсбургов. В 2002 году Эржебетварош был назван старым еврейским кварталом Пешта и был включен в зону сохранения всемирного наследия Будапешта. В этом районе находится большинство объектов еврейского наследия Пешта, включая синагогу на улице Дохань, самую большую действующую синагогу в Европе.

### Чехия
Долгое время сердцем еврейской общины Праги был Юденштатд или Жидовске место (Еврейский город), с 1850 года носивший название Йозефов в честь императора Йозефа II, который уравнял евреев в правах с христианским населением. Общая площадь квартала составляла 6,8 % от площади Старой Праги. На рубеже XIX и XX веков значительная часть квартала была уничтожена во время расчистки и перепланировки бывших трущоб с целью прокладки в Праге магистралей и величественных зданий в стиле османизированного Парижа. С тех пор большинство зданий Йозефова стоят с начала XX века, но большая часть архитектурных памятников при этом сохранилась: Староновая синагога, Пинкасова синагога, Майзелова синагога, Клаусовая синагога, Высокая синагога, Испанская синагога, Еврейская ратуша, Старое еврейское кладбище Праги.
Из-за сноса старых зданий доля евреев среди жителей квартала постоянно сокращалась, так как новые дома занимали преимущественно чехи. К началу XX века в Йозефове оставались либо самые бедные еврейские семьи, либо ультраортодоксальные евреи, хранители древних традиций квартала. Нацисты сначала планировали уничтожить все архитектурные памятники еврейской культуры квартала, но затем решили оставить их как напоминание будущим поколениям немцев об «исчезнувшей низшей расе».
Одним из наиболее сохранившихся в Европе еврейских кварталов является Тршебичевский в Чехии, имеющий статус объекта всемирного наследия ЮНЕСКО.

### Германия

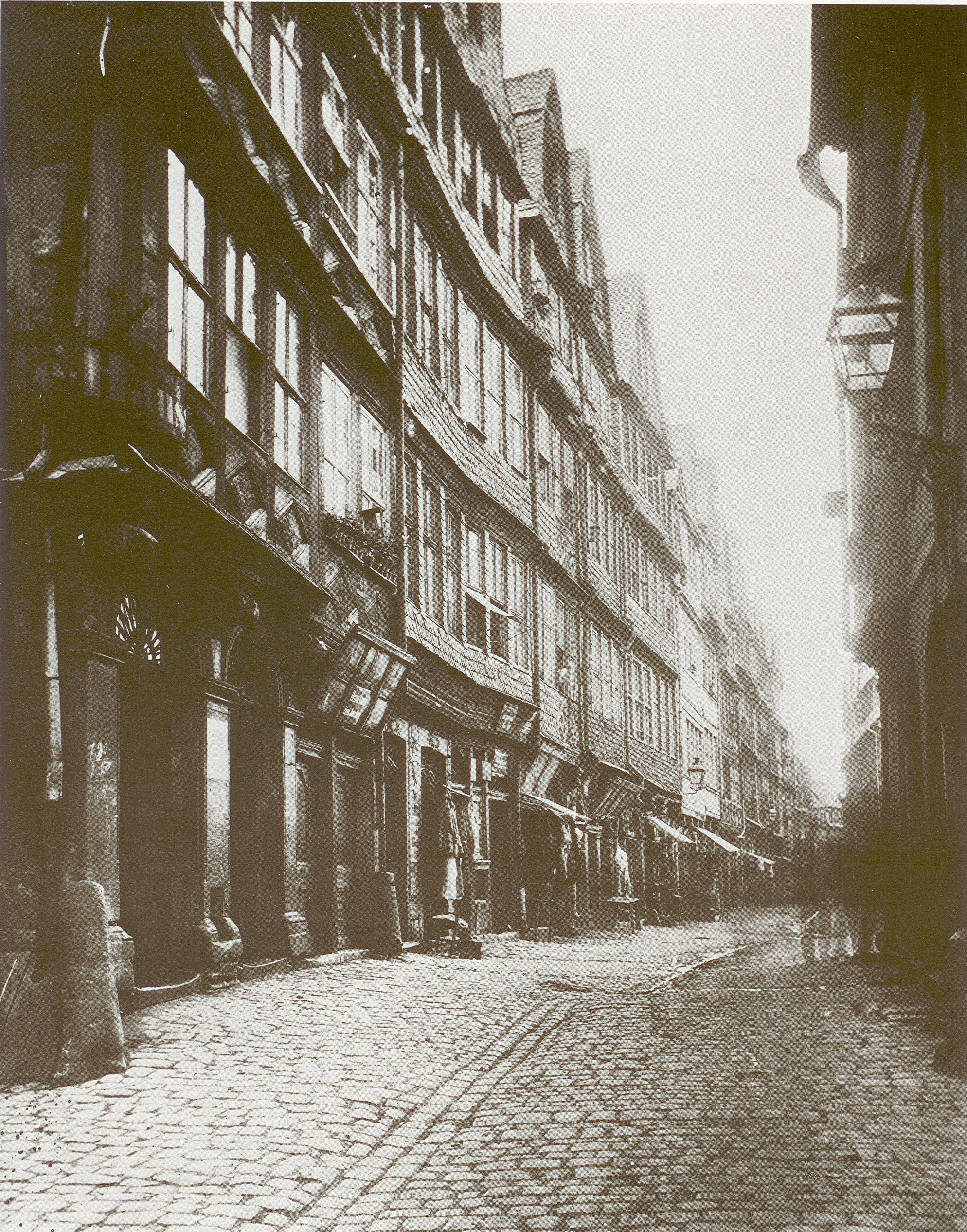
Франкфуртер Юденгассе в 1868 году.

Франкфуртер Юденгассе — одно из первых гетто в Германии. С момента создания и до своего роспуска в конце XVIII века городские власти ограничивали его расширение, что привело к перенаселённости. Если первоначальная в Юденгассе насчитывалось около дюжины домов с примерно 100 жителями, то со временем геттро выросло до почти 200 домов и около 3000 жителей, в то время как общий размер гетто остался прежним. Это увеличило количество участков, но уменьшило размер каждого из них. В процессе многие дома были заменены двумя или более домами, которые часто делились по очереди. Многие из домов были спроектированы узкими и длинными, чтобы максимально использовать ограниченное пространство — самый маленький дом, Rote Hase, был всего около полутора метров в ширину.
Еврейское поселение во Фридберге в Средние века располагалось по всему городу, но с 1360 года после ряда погромов оно сосредоточилось на Юденгассе (Еврейском ряду), идущем параллельно главной улице.

### Италия

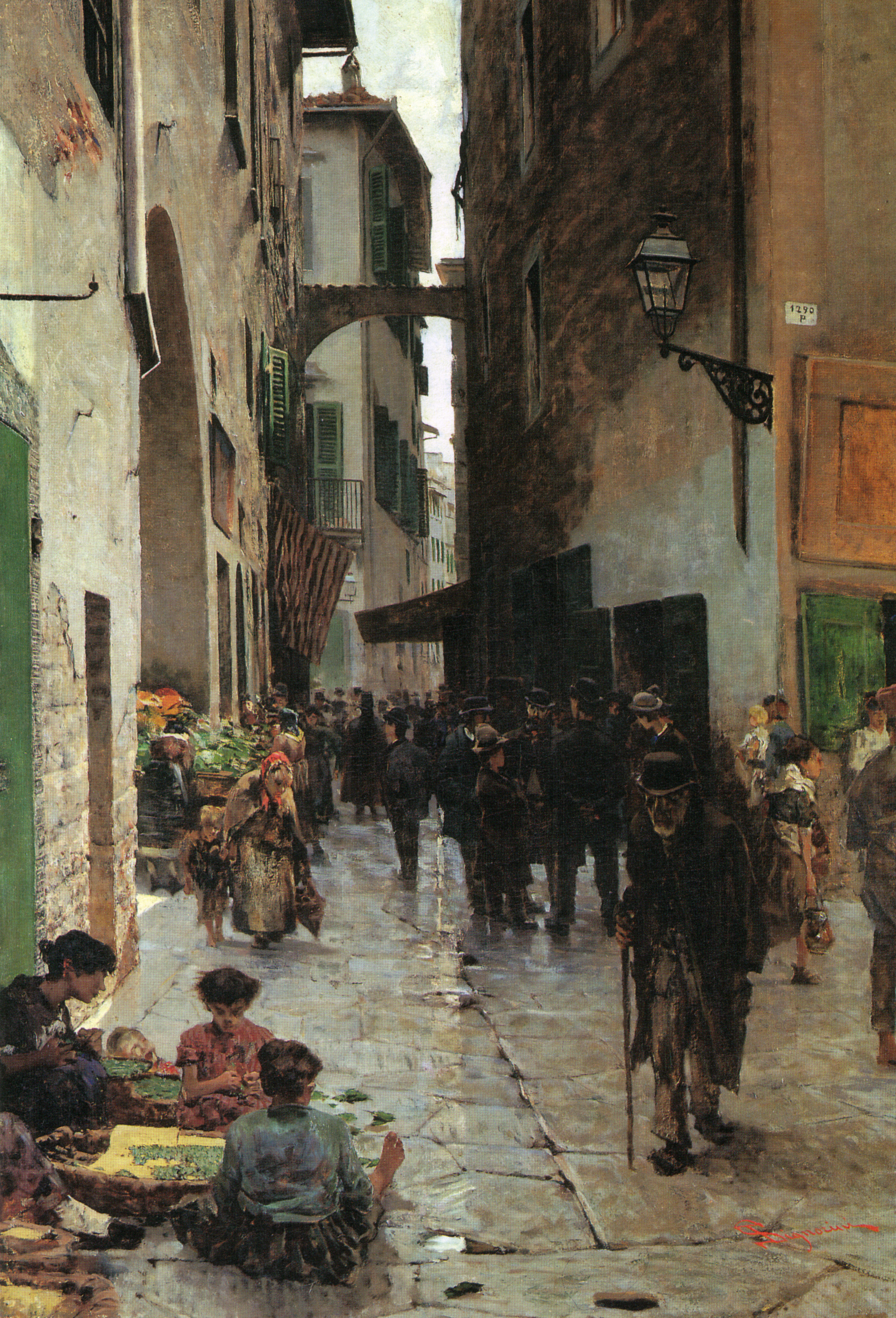
Гетто во Флоренции (Синьорини, 1882).

В 1590 году Винченцо I Гонзага изгнал всех евреев иностранного происхождения из Мантуи; в 1602 году он запретил еврейским врачам лечить пациентов-христиан без особого разрешения; в 1610 году основал гетто, а в 1612 году обязал всех евреев жить в нём. В 1610 году евреи составляли около 7,5 % населения Мантуи. В 1630 году гетто Мантуи было разграблено имперскими войсками и разрушено. Среди погибших или пропавших без вести евреев были композитор Саломоне Росси и его сестра оперная певица Мадам Европа.
В Пьемонте существовали ряд гетто, жители которых говорили на иудеопьемонтском языке (разновидность пьемонтского языка со словами из иврита): Турин, Монкальво, Верчелли, Казале-Монферрато, Алессандрия, Асти, Ивреа, Карманьола, Бра, Никастро.

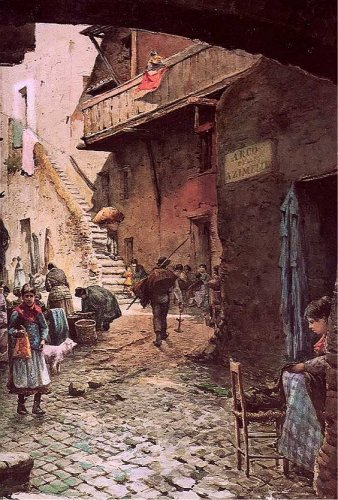
Римское гетто (акварель 1880 года Этторе Розлера Франца).

Гетто Анконы было основано в 1555 году буллой Cum nimis absurdum папы Павла IV. Жителями гетто были самые богатые еврейские торговцы Папской области.
Римское гетто было создано в 1555 году папой Павлом IV, который своей булла Cum nimis absurdum ограничил евреев Рима проживанием в районе Сант-Анджело, самой нежелательной части города, подвергавшейся постоянному затоплению рекой Тибр. Во время основания в четырёх кварталах проживало около 1000 жителей. Однако со временем еврейская община разрослась, что привело к сильной перенаселённости. Поскольку территория не могла расширяться горизонтально (гетто было окружено высокими стенами), евреи строили вверх, что закрывало доступ солнца к и без того сырым и узким улицам. Жизнь в Римском гетто была полна ужасающей нищеты из-за строгих ограничений, наложенных на профессии и занятия, которые евреям разрешалось выполнять. Римское гетто было последним из первоначальных гетто, которое было упразднено в Западной Европе. В 1870 году Королевство Италия отобрало Рим у Папы и гетто было наконец открыто, а сами стены были снесены в 1888 году.
Гетто Феррары было основано в 1627 году, а гетто Урбино в 1631 году.
Хотя есть свидетельства, указывающие на присутствие евреев в районе Венеции, датируемые первыми веками нашей эры, в течение XV и начала XVI веков (до 1516 года) ни одному еврею не разрешалось жить в Венеции более 15 дней в году; поэтому большинство из них жили во владениях Венеции на континенте. Максимальное население гетто достигало 3000 человек. В обмен на потерю свободы евреям было предоставлено право на еврейское пальто (жёлтый цвет считался унизительным, так как ассоциировался с проститутками). Ворота запирались на ночь и еврейская община была вынуждена платить патрульным, которые охраняли ворота и патрулировали каналы, окружавшие гетто. Гетто было упразднено после падения Венецианской республики под натиском Наполеона.

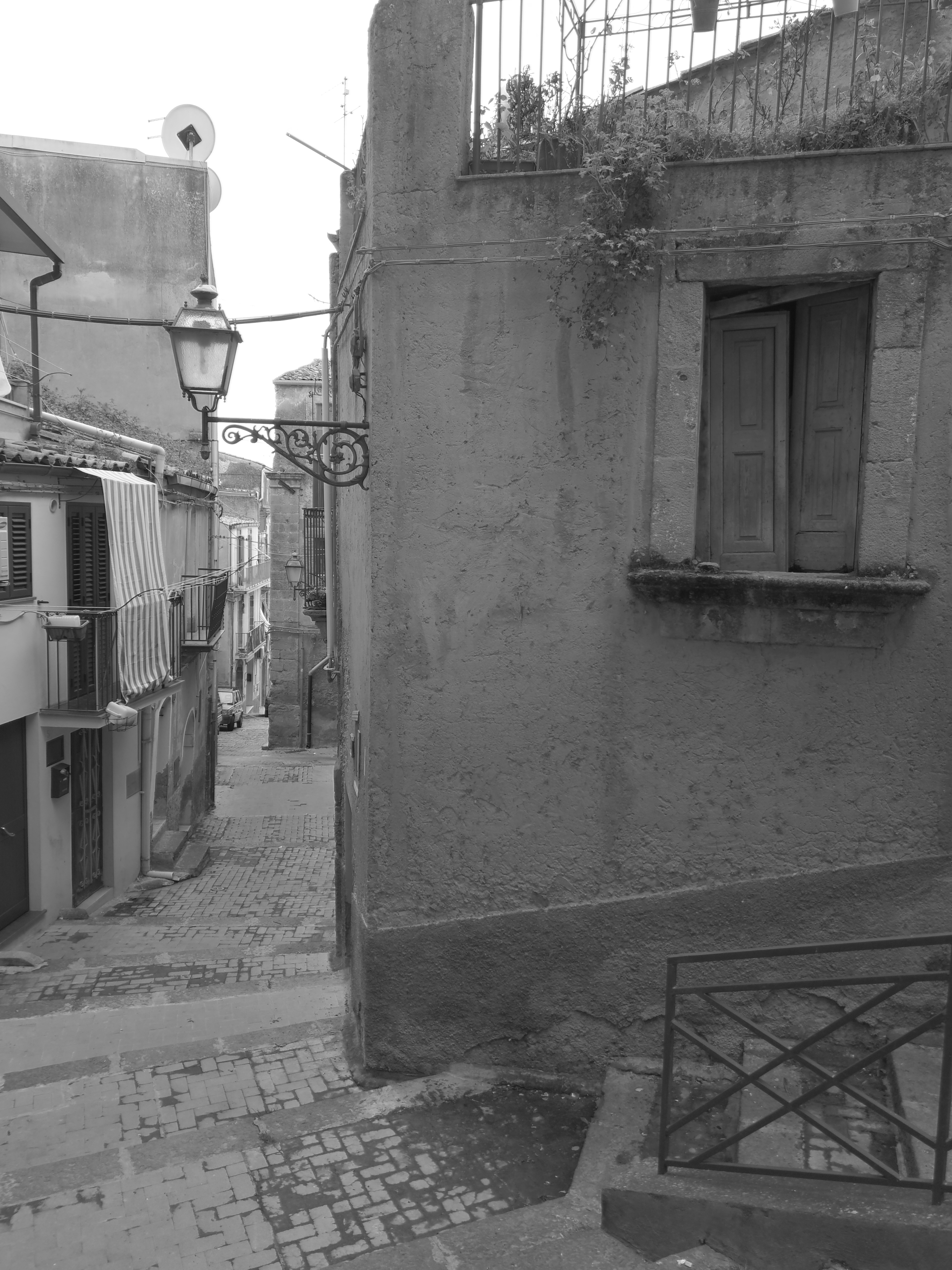
Еврейский квартал «джудекка» в Кальтаджироне (Сицилия)

Сицилийские евреи жили в средневековых кварталах, называемых джудекка, пока не был изгнаны с Сицилии в 1493 году.

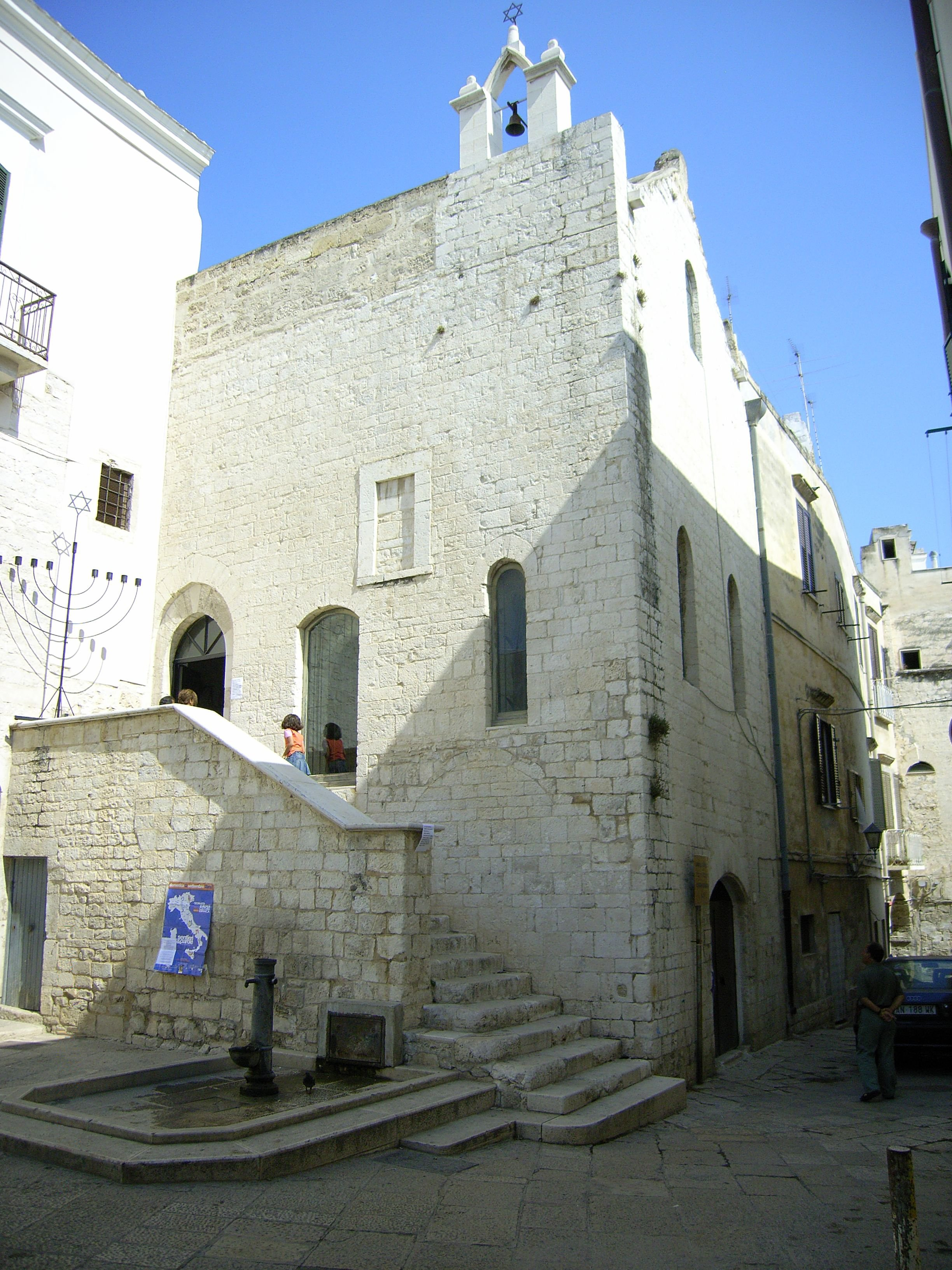
Сколанова — одна из четырех синагог Трани (Апулия), построенных в XIII веке.

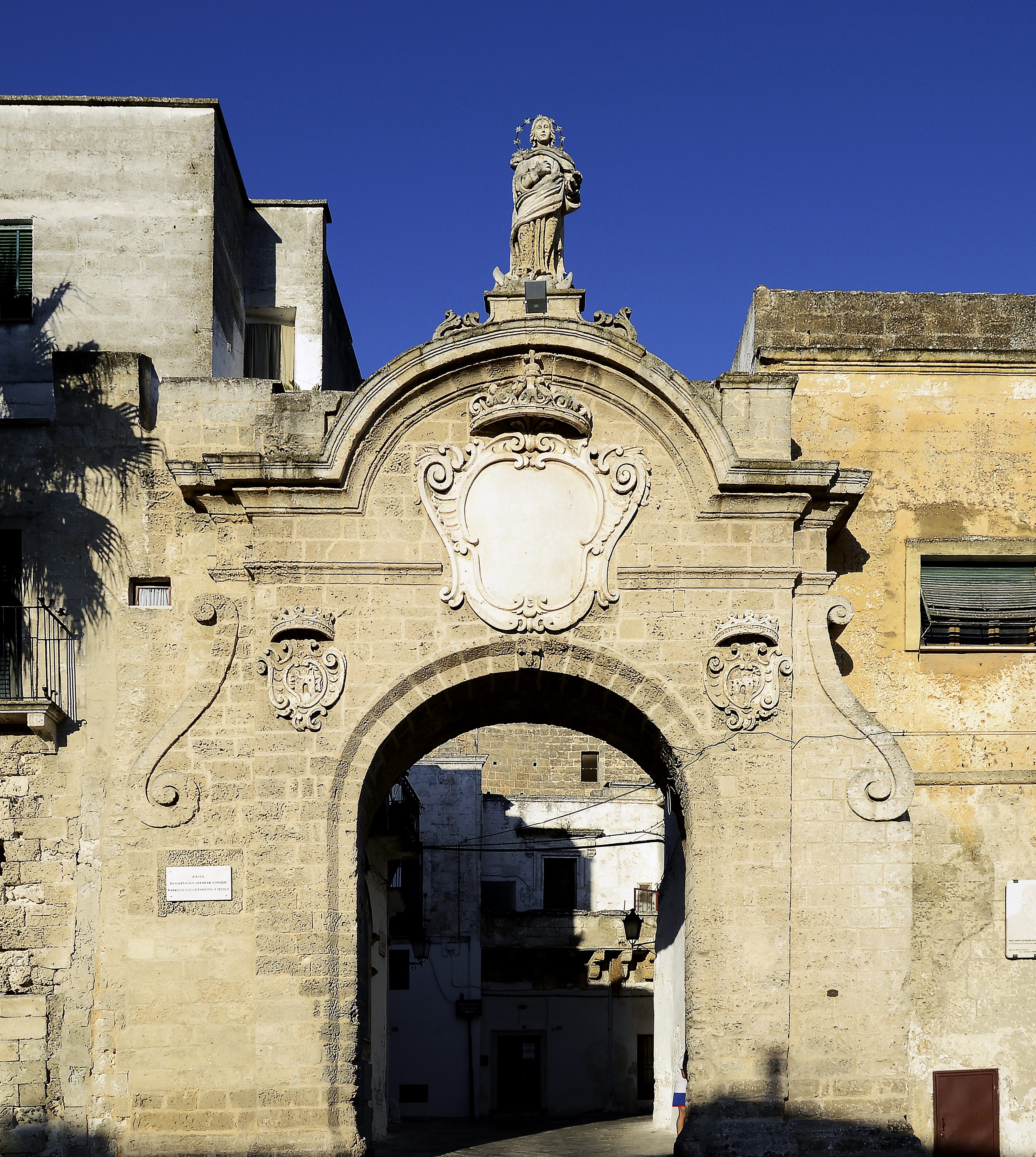
Порта дельи Эбреи были воротами еврейского квартала в Ории (Апулия).

Еврейские кварталы в Южной Италии средневековья и раннего нового времени, известные как «джудекка», не совсем правильно причислять к гетто. Евреи региона часто селились в этих районах из соображений безопасности, а не только по принуждению христианских властей. После изгнания евреев из Неаполитанского королевства в 1541 году эти районы утратили свой отличительный еврейский характер и теперь от первоначальных жителей остались только следы. Еврейские кварталы «джудекка» были в Абруцци, Базиликате, Кампании, Калабрии, Молизе и Апулии.

### Польша
На протяжении столетий Польша была домом для одной из крупнейших и наиболее значимых еврейских общин в мире. Польские монархи из династии Пястов приглашали евреев в страну, даруя им права статуса и полную религиозную толерантность. К середине XVI века 80 % евреев мира жили в Речи Посполитой. Благодаря длительному периоду польской законодательной религиозной толерантности и социальной автономии, иммиграция евреев в Польшу начала расти уже во время Крестовых походов из-за систематических преследований евреев в Западной Европе. Еврейские поселенцы строили в Польше свои собственные поселения. К середине XIV века они заняли тридцать пять городов в одной только Силезии. Однако католическая церковь выступала против толерантного отношения польской королевской семьи к евреям. В 1266 году власти города Бреслау применили ограничения Четвёртого Латеранского собора в отношении евреев, проживавших на территории к архиепархии Гнезно, запретив соседство евреев и христиан и создав еврейские гетто. В крупных городах им были выделены жилые кварталы, как, например, в Казимеже, позже известном районе Кракова. В городе Казимеж король Ян I Ольбрахт в 1495 году основал «еврейский городок» площадью 13,76 га акра переселения евреев из Старого города Кракова после общегородского пожара. Краковский Казимеж является одним из лучших примеров старого еврейского квартала, который можно найти где-либо в мире. Еврейский квартал управлялся собственной муниципальной формой еврейского самоуправления, называемой кегиля. В небольших польских городах этнические общины были в основном интегрированы.
Во Львове евреи известны с 1352 года, когда они поселились возле подножия горы Высокий Замок и образовали предместье (в будущем разросшееся и получившее название Краковского предместья). Во второй половине XIV века отдельная община образовалась в самом городе, внутри городских стен. Первое упоминание о львовской городской общине относится к 1387 году. Городские власти запрещали евреям селиться вне еврейского квартала и ограничивали их торговлю. Несмотря на это население львовского гетто росло и в течение XV—XVI веков цены на землю на территории квартала возросли в сто раз. Поэтому в гетто появились самые высокие, до пяти этажей, жилые дома в городе. Во второй половине XVII веке многие жители львовского гетто из-за перенаселенности стали переезжать в принадлежавшие польским аристократам города Жолкву, Свирж, Бучач, в конце XVII века — в Броды. Во второй половине XVIII века городская община формально объединилась с предместной. По указу о веротерпимости, изданному австрийским императором Иосифом II для евреев Галиции в 1789 году, они были объединены официально. Как и раньше, евреи имели право жить только в пределах своего квартала. Это положение сохранялось до отмены запрета в 1868 году, когда богатые покинули гетто и в нём остались бедняки.

### Испания
Евреи Испании по мере реконкисты и укрепления власти христианских монархов пережили поэтапную сегрегацию из смешанного расселения на протяжении Средних веков до переселения в гетто и полного изгнания из Испании в 1492 году.

### Нидерланды
Йоденбреестраат (с нидерл. — «Еврейская широкая улица») — улица в Амстердаме «в самом сердце еврейского квартала». В середине XV века в Амстердам в большом количестве стали переселяться евреи-ашкенази из Германии и Восточной Европы — особенно из Украины, где от 40 000 до 100 000 евреев были убиты запорожскими казаками и украинскими крестьянами во время восстания Хмельницкого. Позже к ним добавились евреи-сефарды, изгнанные из Испании. К XVIII веку в Амстердаме проживало 20 000 евреев-ашкеназов и 3000 евреев-сефардов. Помимо этого квартала в Амстердаме было ещё 2 еврейских квартала: на востоке и на юге города. В еврейских кварталах также жили не евреи, например, Рембрандт ван Рейн.
После вторжения нацистской Германии в Нидерланды в феврале 1941 года еврейский квартал в центре Амстердама был полностью изолирован и превращён в гетто, жители которого несмотря на протесты среди неевреев, по частям отправляли в концентрационные лагеря Бухенвальд и Маутхаузен. Депортации продолжались до конца Второй мировой войны.

### Османская империя
В европейской части Стамбула в районе Фатих на западном берегу залива Золотой Рог располагался традиционный еврейский квартал Балат (тур. Balat). Другим еврейским кварталом, уже в азиатской части Стамбула, являлся Кузгунджук. Долгое время Балат был заселён преимущественно евреями-сефардами. С основанием государства Израиль в 1947 году большинство переехали на родину предков. В настоящее время основу населения квартала составляют курды, турки из Анатолии и цыгане.